# Juan Gabriel: último concierto
Juan Gabriel: concierto en Los Ángeles es el último concierto que realizó el cantautor mexicano Alberto Aguilera Valádez, conocido popularmente como Juan Gabriel. La presentación de aproximadamente dos horas, cuarenta minutos de duración se llevó a cabo la noche del viernes 26 de agosto de 2016 en el estadio The Forum en Inglewood, California. Con un total de 17 mil 500 asistentes, el artista fue acompañado por un grupo de mariachis, una orquesta y 30 bailarines.
El concierto se llevó a cabo apenas días antes del fallecimiento del cantante, quien moriría en California la mañana del 28 de agosto, dejando inconclusa la gira MeXXico Es Todo e impidiendo la promoción de su siguiente material discográfico (Vestido de etiqueta por Eduardo Magallanes).

## Descripción de la presentación

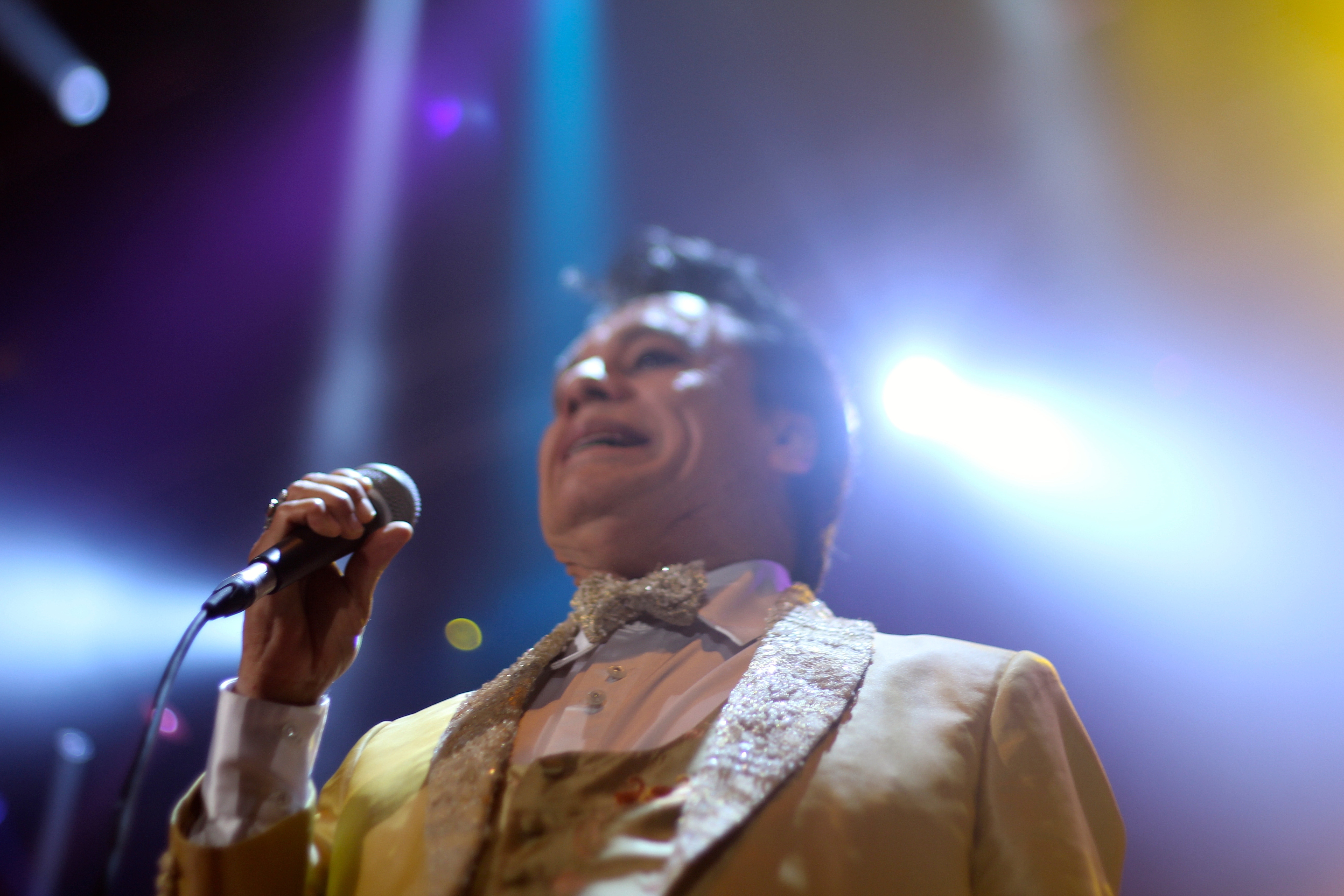
Juan Gabriel en 2014.

El concierto inició a las 19:00 horas, en él se utilizó el escenario con vista de 360 grados, asemejándo este la forma de una guitarra, además de instalarse pantallas superiores que permitían seguirle el paso por su desplazamiento escénico. Al inicio de la presentación, el cantautor apareció con un traje de saco oscuro del cual se despojaría minutos más tarde para quedar en una brillante camisa azul. Debido a los problemas de salud que el cantante presentaba con mayor frecuencia desde dos años atrás, se instaló una silla estilo colonial en la cual pudiera reposar esporádicamente. Después de una introducción llevada a cabo por su orquesta de acompañamiento, Juan Gabriel inauguró el concierto con el tema "No me vuelvo a enamorar", seguido de la canción "¿Por qué me haces llorar". Algunos de los asistentes enarbolaron una bandera de México, mientras que otros corearon los temas del cantante, además de que la gran mayoría de espectadores utilizó sus celulares para grabar el evento. Por su parte, el equipo de Juan Gabriel, específicamente sus mariachis, participaron en el baile durante temas como Caray y Debo Hacerlo. Además se realizó un número en solitario de guitarra por algunos de los integrantes del mismo mariachi; esto se hizo como introducción de la canción Amor eterno. Las coristas del cantante pudieron lucirse gracias a los arreglos en la canción He venido a pedirte perdón. Alrededor de 60 músicos (entre mariachi, coristas, bailarines, orquesta y coreógrafos) participaron en el concierto.

Entre los artistas invitados se encontraron grupos como Zona Prieta y Jerok, con los primeros realizó una versión "rap" de la canción No tengo dinero. Durante los últimos minutos del concierto, el cantante presentó coreografías que recalcaron el folclore tradicional mexicano. Posteriormente y durante el tema Costumbres, Juan Gabriel rindió homenaje a su compañera de escenario Rocío Dúrcal, a quién en algún momento describió como su mejor amiga y cuya fotografía se mostró en las pantallas de The Forum. El momento clímax del concierto se dio cuando el artista y sus músicos cantaron y tocaron la canción Querida, en la que los espectadores alumbraron con sus celulares asimilando inconscientemente la forma de pañuelos blancos.
Finalmente, el concierto cerró con la canción El Noa Noa en donde todo el equipo musical lo acompañó en el escenario. La canción es popularmente señalada como uno de los temas en donde Juan Gabriel expresaba con obviedad su preferencia sexual, tal y como el mismo describió con un mensaje de despedida en el concierto: "Felicidades a todas las personas que están orgullosas de ser lo que son". Con dicha frase, el cantante se despidió de los escenarios. Menos de dos días más tarde, Juan Gabriel moriría de un infarto.

## Lista de canciones
1. Intro (instrumental)[6]
2. No me vuelvo a enamorar[6]
3. ¿Por qué me haces llorar?[7]
4. Así Fue[8]
5. Insensible[6]
6. La Diferencia[6]
7. Se me olvidó otra vez[9]
8. Pero que necesidad (por el mariachi)[10]
9. He venido a pedirte perdón[6]
10. Me nace del corazón[6]
11. Inocente pobre amigo[6]
12. Hasta que te conocí[11]
13. Ahora si paso[11]
14. No tengo dinero[12]
15. Tus ojos mexicanos lindos[6]
16. La Frontera[6]
17. Déjame vivir[13]
18. Buenos días, señor sol[14]
19. Ya no Vivo por vivir[15]
20. Siempre en mi mente[14]
21. Debo Hacerlo[6]
22. Costumbres[16]
23. No vale la pena[6]
24. Caray[6]
25. Esta noche voy a verla[6]
26. Juntos[6]
27. Me gustas mucho[6]
28. Rondinella (guitarras)[6]
29. Amor Eterno[17]
30. Querida[18]
31. El Noa-Noa[19]

## Problemas de salud
En el momento de su fallecimiento, Juan Gabriel tenía 66 años y desde hacía dos años se le habían detectado problemas de la presión y consecuencia del colesterol alto. Durante la noche del concierto, el entusiasmo del cantante no se vio limitado, generando controversia por participar en los bailes y realizar los movimientos que frecuentemente realizaba en sus giras, aún conociendo su mal estado de salud. Después de concluir la canción "El Noa Noa", el cantautor fue auxiliado para bajar las escaleras del escenario. Ya fuera de este, se desvaneció provocando que las redes sociales interpretaran esto como el pre-infarto a su fallecimiento. La gira México Es Todo tenía previsto concluir en diciembre de 2016. La siguiente presentación del cantante estaba agendada para Texas el 28 de agosto, exactamente el día de su muerte.